# Christine Harboe
Christine Harboe, født baronesse Fuiren (ca. oktober 1682 – 24. november 1735 i København) var en dansk gehejmerådinde og legatstifterinde.
Christine Fuiren, datter af lensbaron Diderik Fuiren, ægtede 28. marts 1703 gehejmeråd Jens Harboe, efter hvem hun allerede 7. februar 1709 blev enke. En omhyggelig opdragelse og undervisning havde gjort denne ualmindelig begavede kvinde til en særdeles dannet dame, der med levende interesse for litterære sager forbandt sans for omgang med lærde og begavede mænd. Mest ved vi i så henseende om hendes forhold til Christian Falster, der jævnligt besøgte hende på Støvringgård og i mange retninger havde en betydelig støtte i hende, hvorom hendes velskrevne og fornøjelige breve til ham vidner. Ved siden af de litterære beskæftigelser forsømte hun ikke at tage sig af de praktiske opgaver; som ejerinde af Støvringgård og Søndervang viste hun stor dygtighed i bestyrelsen af sine godser, og hun hjalp ofte ved sin klogskab bønderne ud af prokuratorernes garn; dertil var hun godgørende på en forstandig måde og understøttede uopfordret mange trængende. Til sine sidste dage bevarede hun et godt helbred, indtil hun 1734 begyndte at skrante; hun besøgte derfor badene i Aachen, hvorfra hun i følgeskab med en del bekendte, herrer og damer, gjorde en rejse gennem Frankrig og England, som hun havde fået lyst til at se. Året efter, just som hun kom tilbage fra en inspektionsrejse til Støvringgård, blev hun syg i København og døde 24. november 1735. "Blandt Mænd og Lærde var hun lærd og behagelig og blandt Fruentimmer Kone og en fornuftig, vis og højagtet Husmoder", siger en samtidig om hende; som bevis på hendes ualmindelige kundskaber anføres, at hun var hjemme i latin, tysk, fransk og italiensk.
Allerede flere år før sin død havde den barnløse frue taget bestemmelse om sin formues anvendelse i fremtiden; først dagen før sin død nåede hun at underskrive fundatserne for Det Harboeske Enkefruekloster i København og Støvringgård Jomfrukloster, til hvilke udmærkede stiftelser hun legerede så godt som hele sin meget betydelige formue, der herved er blevet til stor velsignelse for mangfoldige.
Hun er begravet i Vor Frue Kirke.
Der findes portrætmalerier af hende på Støvringgård (1743 af Ulrich Ferdinandt Beenfeldt) og i Det Harboeske Enkefruekloster.